# Guy Accoceberry
Guy Accoceberry (Vittel, 5 maggio 1967) è un ex rugbista a 15, dirigente sportivo e politico francese, a lungo mediano di mischia del Bègles. Farmacista di professione, è anche delegato allo sport al comune di Bordeaux.

## Biografia
Benché nato a Vittel, in Lorena, crebbe a Saint-Vincent-de-Tyrosse, sulla costa atlantica, fin dall'età di cinque anni; contestualmente al trasferimento, iniziò a giocare a rugby nel locale club.
Dopo le scuole superiori intraprese gli studi di farmacia, e passò al Bègles, dove rimase per tutta la carriera.
Con la squadra girondina vinse il campionato francese nella stagione 1990/91; esordì in Nazionale nel 1994, nel corso dei test autunnali, contro la Nuova Zelanda; partecipò ai tornei del Cinque Nazioni 1995, 1996 e 1997, vincendo quest'ultimo con il Grande Slam.
Selezionato anche alla Coppa del Mondo di rugby 1995 in Sudafrica, scese in campo due volte nel corso della competizione, realizzando una meta.
Il 22 marzo 1997, una settimana dopo avere conseguito il Grande Slam al Cinque Nazioni, Accoceberry disputò il suo ultimo incontro internazionale, la sconfitta in finale di Coppa FIRA a Grenoble contro l'Italia.
Ritiratosi dall'attività nel 2001, da allora si dedica alla conduzione della sua farmacia a Mérignac; richiesto di un contributo al suo vecchio club in difficoltà tecniche e societarie, ne è uno dei consiglieri d'amministrazione, con funzioni di pubbliche relazioni; insegna rugby giovanile a Mérignac, oltre a curare una rubrica televisiva, Troisième mi-temps (Terzo tempo ) su un'emittente locale; infine, è delegato allo sport al consiglio comunale di Bordeaux.

## Palmarès
- Campionati francesi: 1
Bègles: 1990-91